# 泰坦蛇髮女妖獸屬
泰坦蛇髮女妖獸屬（學名：Titanogorgon）是種已滅絕合弓綱動物，是獸孔目麗齒獸類的一屬，化石被發現於坦尚尼亞的二疊紀晚期地層。頭顱骨的長度約為50公分，是最大型的麗齒獸類之一。目前只有唯一種，Titanogorgon maximus。